# Schule Nr. 8 (Lemberg)
Die Schule Nr. 8 ist eine Schule der Sekundarstufe in Lemberg in der Ukraine. Die Schule liegt an der Straße Pidwalna 2 und hat einen Schwerpunkt in deutscher Sprache.

## Geschichte
Das heutige Schulgebäude wurde 1809 errichtet. 1818 wurde die heutige Schule als „deutsches Gymnasium“ gegründet und 1850 in Kaiserlich-Königliches Zweites Obergymnasium in Lemberg umbenannt. Im Jahr 1852 wurde die Schule in das Haus in der Straße Pidwalna 2 verlegt, wo sie sich bis heute befindet. Am 7. Februar 1919 erließ der polnische Staat ein Regierungsdekret, dass Polnisch ab sofort an Stelle von Deutsch im Unterricht gelehrt wird. Zwischen 1919 und 1939 war die Schule nach dem polnischen Schriftsteller, Historiker und Publizisten Karol Szajnocha benannt. Seit 1944 heißt sie „Schule Nr. 8“.

## Bekannte ehemalige Schüler
| Name                     | Maturajahr | zur Person                                                                        |
| ------------------------ | ---------- | --------------------------------------------------------------------------------- |
| Ihor Katschor            |            | ukrainischer Designer und Grafiker                                                |
| Stanisław Lem            |            | polnischer Philosoph und Science-Fiction-Autor                                    |
| Ilko Lemko               |            | ukrainischer Musiker, Schriftsteller, Publizist, Forscher zur Geschichte Lembergs |
| Andrij Sahajdakowskyj    |            | ukrainischer Künstler                                                             |
| Markijan Schaschkewytsch |            | ukrainischer Schriftsteller                                                       |
| Eduard Tangl             | 1865       | österreichischer Botaniker                                                        |
| Oleh Tjahnybok           |            | ukrainischer Politiker                                                            |
| Myroslaw Trofymuk        |            | ukrainischer Literaturhistoriker                                                  |
| Kasper Weigel            |            | polnischer Geodät und Photogrammeter                                              |

## Bekannte Lehrer
- Myron Saryzkyj, ukrainischer Mathematiker
- Wassyl Schtschurat, ukrainischer Literaturwissenschafter
- Roman Ingarden (1893–1970), polnischer Philosoph

## Partnerschule

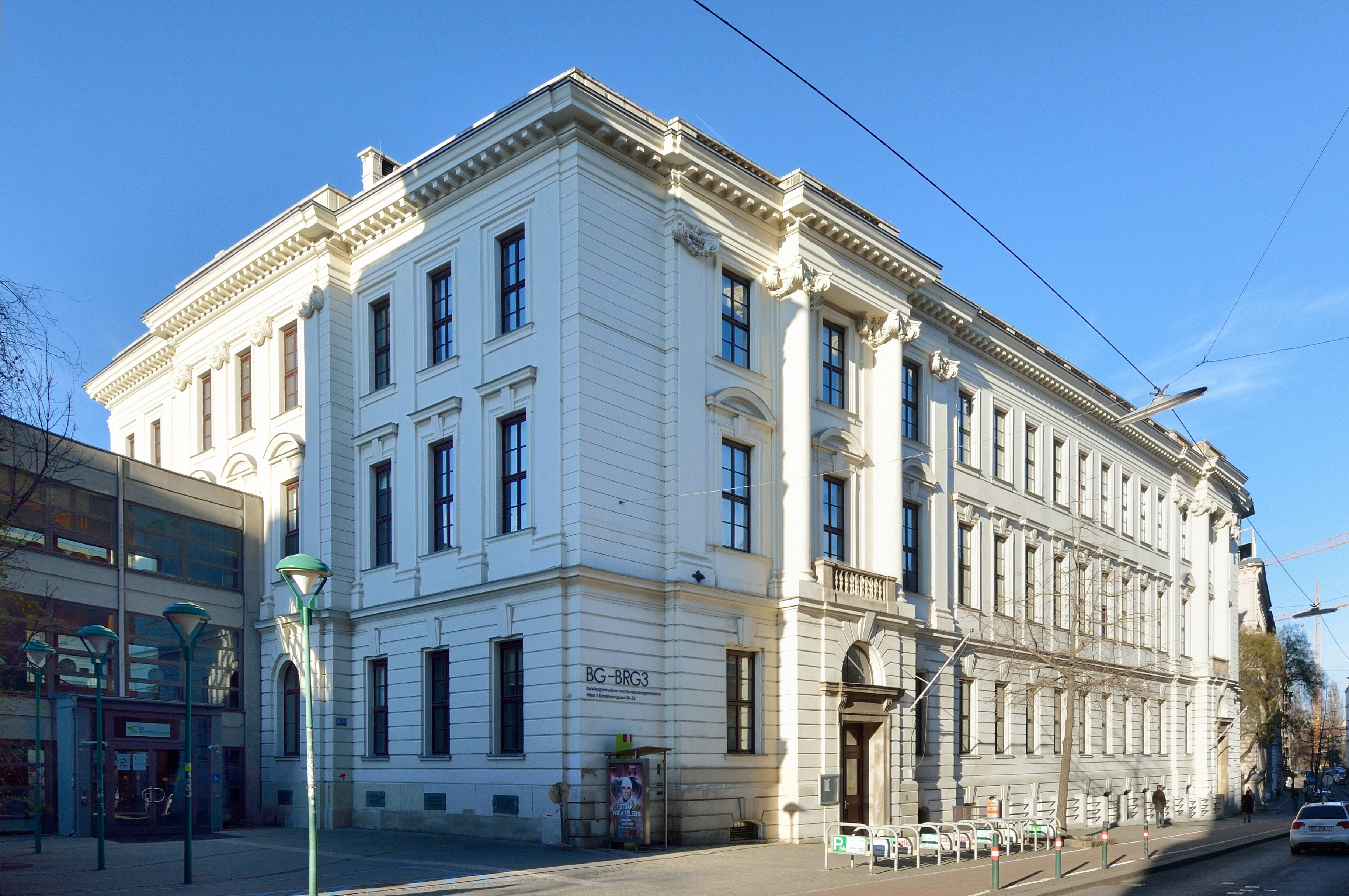
Gymnasium Kundmanngasse in Wien

- Gymnasium Kundmanngasse (Wien, Österreich): Seit 1997 besteht durch Vermittlung der „Österreich-Kooperation“ eine enge Verbindung zum „Landstraßer Gymnasium“ in Wien, Österreich. Schüler der 7. Klassen aus Wien besuchen jedes Jahr Lemberg. In Lemberg selbst wohnen sie bei Familien der dortigen Schüler, lernen auf diese Weise die doch sehr unterschiedliche ukrainische Lebensweise kennen, nehmen an Besichtigungen, Ausflügen und geselligen Veranstaltungen teil und üben sich im Erlernen einiger Begriffe in der ukrainischen Sprache. Im Gegenzug unterstützen sie den dortigen Deutsch-Unterricht, der einen traditionell besonders hohen Stellenwert hat. Eine Gruppe ukrainischer Schüler verbringt jeweils im September eine Wienwoche bei den Schülern der Kundmanngasse.[2]